# William Harris
William H. Harris (Enniskillen, 	15 de noviembre de 1860 - Kansas City, 11 de octubre de 1920) fue un botánico y recolector de plantas irlandés.

## Biografía
Tuvo un entrenamiento corto como jardinero en Liverpool, en junio de 1879 fue a Kew Gardens para estudiar botánica y horticultura. Apenas dos años después, en 1881, fue enviado a Jamaica para trabajar como superintendente del Departamento Botánico de Jamaica. Allí fue el responsable de la gestión de varios jardines: Kings House jardines y terrenos (1881-1884), Botanic Gardens Castleton (1884-1887), Hope Gardens (1887-1891), Chichona Hill Gardens y Plantaciones (1891-1900).
Desde 1884 Harris realizó numerosos viajes de recolección en Jamaica y descubrió una serie de nuevas especies, que suelen estar descritas junto con Nathaniel Lord Britton. Entre las primeras descripciones están por ejemplo las dos especies de cactus Opuntia jamaicensis y Rhipsalis jamaicensis.
En reconocimiento a sus servicios fue en 1899 reconocido como miembro de la Sociedad Linneana de Londres.
De 1908 a 1917 fue Superintendente de jardines públicos y plantaciones de Jamaica. En 1917, fue "Botánico del Gobierno", y en abril de 1920 fue nombrado Director Adjunto de Agricultura.
En septiembre de 1920, tiene que salir por primera vez de Jamaica, para tratarse una inflamación del esófago. Harris muere el 11-10-1920 en la casa de su hijo en Kansas City.

## Escritos
- List of orchids grown in the Public Gardens, Jamaica. 1896

## Reconocimientos
Nathaniel Lord Britton nombró en su honor el género Harrisia de la familia de plantas de cactus (Cactaceae).
También el género Harrisella Fawc. & Rendle de la familia de las orquídeas (Orchidaceae) fue nombrado por él.